# Streets of Rage 4
Streets of Rage 4 (ベア・ナックルIV, Bare Knuckle IV) est un jeu vidéo d'action de type beat them all sorti le 30 avril 2020 sur Windows, PlayStation 4, Xbox One, Nintendo Switch et iOS, Android,. Le jeu est développé par les studios français Lizardcube et Dotemu, ainsi que par le studio canadien Guard Crush Games. Il fait partie de la série Streets of Rage, dont il constitue le dernier épisode.

## Trame

### Univers
Streets of Rage 4 se déroule environ dix ans après les événements de Streets of Rage 3.

### Histoire
Après la mort de Mr. X et le démantèlement de son syndicat, la paix a régné sur Wood Oak City pendant dix années. Jusqu'au jour où ses enfants, les jumeaux Y, ont fait leur apparition avec leur nouvelle organisation criminelle, bien décidés à terminer ce qu'avait commencé leur défunt père. Axel Stone et Blaze Fielding marquent leur retour et unissent leur force avec Flyod Iraia, apprenti du Dr Zan du précédent épisode et Cherry Hunter, la fille de leur ancien équipier, Adam Hunter (ce dernier les rejoindra plus tard dans l'aventure), dans le but de déjouer les plans de Mr. Y et Ms. Y et mettre un terme au règne de terreur de cette famille.

## Système de jeu
Streets of Rage 4 est un beat them all à défilement horizontal, reprenant le style de jeu des précédents épisodes de la série. Les joueurs luttent contre des hordes d'adversaires à l'aide de leurs poings et d'armes blanches qu'ils peuvent récupérer tout au long de leur parcours. Une nouveauté de l'épisode est la possibilité de récupérer des points de santé en déclenchant une attaque spéciale à la suite de l'exécution de plusieurs combos. Les personnages peuvent également collecter des étoiles leur permettant d'effectuer des mouvements puissants.

## Réception

### Sortie
Streets of Rage 4 est sorti en version dématérialisée le 30 avril 2020 sur Windows, PlayStation 4, Xbox One et Nintendo Switch.
Trois éditions physiques sont également proposées chez Limited Run Games, uniquement sur PlayStation 4 et Nintendo Switch :
- une version standard, nommée « Standard Edition », laquelle présente le jeu dans un boiter, avec un manuel d'instructions et une jaquette réversible ;
- une version spéciale, appelée « Classic Edition » et qui comprend, en plus du jeu, un coffret en métal et une reproduction du boîtier Mega Drive/Genesis[14], lequel peut contenir aussi bien la boîte normale que celle en métal, ainsi qu'une jaquette réversible pour ce boîtier, permettant de choisir entre le titre occidental (Streets of Rage 4) et japonais (Bare Knuckle IV) du jeu[15] ; une housse est également offerte avec la version Switch[16] ;
- une version collector, dite « Limited Edition », limitée et numérotée à 1 000 exemplaires sur PlayStation 4[17] et 1 500 unités sur Nintendo Switch[18] ; elle comprend le contenu de la « Classic Edition » ainsi que la bande-son du jeu sur CD, une balle anti-stress en forme de poulet, une cartouche en métal au format Mega Drive, un artbook, un poster de 45 × 60 cm et une figurine d'environ 18 cm représentant Axel et Blaze, le tout dans un emballage dit « Premium ».

### Accueil
Streets of Rage 4 reçoit des notes globalement positives lors de sa sortie. L'agrégateur de notes Metacritic lui délivre un score de 84 % sur windows, de 81 % sur Xbox One et PlayStation 4 et de 85 % sur Nintendo Switch.